# Tertius Zongo
Tertius Zongo (Koudougou, 18 maggio 1957) è stato primo ministro del Burkina Faso dal 4 giugno 2007 al 15 aprile 2011.

## Biografia
- Wikimedia Commons contiene immagini o altri file su Tertius Zongo

| Controllo di autorità | VIAF (EN) 5113167504523393090003 · GND (DE) 1278919937 |